# Sierra de Guayaguas
La Sierra de Guayaguas es un subsistema orográfico perteneciente a las Sierras Pampeanas del centro-oeste de Argentina. Se ubica en el extremo sureste de la provincia de San Juan, ocupando superficie de los departamentos Caucete y 25 de Mayo.
Alcanza una extensión aproximada de 40 km, con una dirección norte sur, y una la altura media de 850 m s. n. m.
Entre sus cerros se encuentra el Cerro Guayaguas con sus 908 m s. n. m., el Cerro Colorado del Sur con 820 m s. n. m.
Localización absoluta: 31°54′49″S 67°13′24″O / -31.91361, -67.22333
- Datos: Q6127764